# Jean Botué
 (décembre 2021).
Jean Botué, né le 7 août 2002 à Abidjan, est un footballeur international burkinabé. Il évolue au poste d'attaquant au FC Inter Turku.

## Biographie

### En club
Formé à l'Union sportive des Forces armées, il signe en février 2021 à l'AC Ajaccio. 
Il fait ses débuts en Ligue 2 le 3 avril 2021, contre le Valenciennes FC (victoire 3-0 à domicile). Il inscrit son premier but dans ce championnat le 25 août 2021, lors de la réception du SM Caen (victoire 2-0).

### En sélection
Avec les moins de 20 ans, il participe à deux reprises à la Coupe d'Afrique des nations des moins de 20 ans, en 2019 puis en 2021. Lors de l'édition 2019 organisée au Niger, il joue deux matchs. Avec un bilan de trois défaites en trois matchs, le Burkina Faso est éliminé dès le premier tour. Lors de l'édition 2021 qui se déroule en Mauritanie, il prend à nouveau part à deux rencontres. Il se met en évidence en délivrant une passe décisive contre la Namibie. Le Burkina Faso s'incline en quart de finale face à l'Ouganda, après une séance de tirs au but.
Il débute avec la sélection du Burkina Faso le 7 septembre 2021, contre l'Algérie, lors des éliminatoires de la Coupe du monde 2022 (0-0).

## Palmarès
- Coupe de Finlande
  - Finaliste : 2024

- Coupe de la Ligue
  - Vainqueur : 2024